# 马尾镇
马尾镇是中国福建省福州市马尾区下辖的一个镇。

## 行政区划
马尾镇共辖5个社区和13个行政村：
旺岐社区、船政社区、凯隆社区、滨东社区、滨西社区、六江村、中洲村、上德村、新马村、朏头村、下德村、儒江村、快安村、魁岐村、快洲村、建坂村、龙门村和双协村。